# 다짐 (토질역학)

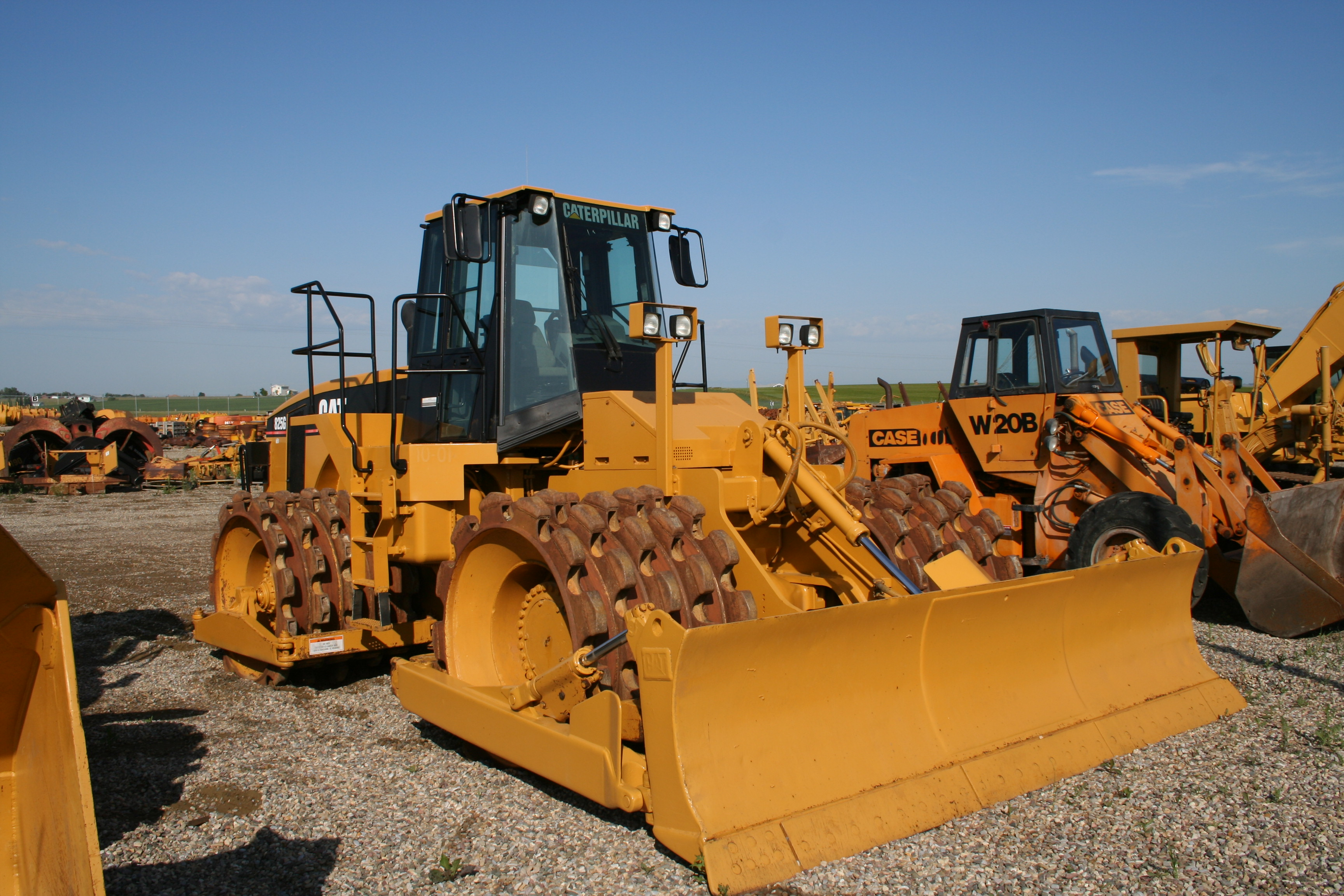
이같은 기계를 이용해 건설현장의 흙을 다진다. 사진은 Caterpillar사의 825G.

다짐(compaction)은 토질역학에서 함수비를 크게 변화시키지 않고 공극 내의 공기를 배출시켜 토립자 간의 결합을 치밀하게 함으로써 단위 중량을 증가시키는 과정을 말한다. 사질토 지반을 다질 때는 진동 롤러로 다지고, 점성토 지반을 다질 때는 탬핑 롤러를 사용한다.

## 목적
다짐을 실시하는 목적은 흙의 전단 강도를 증가시키고 공극비를 감소시켜 흙의 압축성을 낮게 하여 투수 계수를 감소시키는 데 있다. 다짐을 통하여 얻을 수 있는 효과는 다음과 같다.
- 흙의 단위 중량 증가
- 지반의 압축성, 투수성 감소
- 전단 강도, 부착력 증가
- 침하나 파괴의 방지
- 지반의 지지력 증가
- 동상, 팽창, 건조, 수축의 감소

## 다짐 곡선
흙을 다질 때는 물을 뿌리면서 다진다. 뿌려진 물은 흙 입자 사이에서 윤활유와 같은 역할을 하면서 흙이 잘 다져지도록 돕는다. 그러나 물이 너무 적어도 잘 다져지지 않고, 물이 너무 많아도 잘 다져지지 않기 때문에, 얼마만큼의 물을 뿌려야되는지 정해야 한다. 흙에 물이 얼마나 포함되어 있는가는 함수비 w를 통해 나타내고, 얼마나 다져졌는가를 평가할 때는 건조단위중량 {\displaystyle \gamma _{d}}를 본다. 따라서 이 둘의 관계를 곡선으로 나타내서, 필요한 살수량을 구할 수 있다.
x축을 함수비(w), y축을 건조 단위중량({\displaystyle \gamma _{d}})으로 하는 직교 좌표 상에 함수비와 건조 단위중량사이의 관계를 나타낸 곡선을 다짐 곡선이라고 한다. 다짐 곡선은 위쪽이 볼록한 종 모양으로 나타나는데, 건조 밀도({\displaystyle \gamma _{d}})가 최대가 되는 값을 최대 건조 밀도({\displaystyle \gamma _{dmax}})라고 하고, 이때의 함수비를 최적 함수비(OMC, {\displaystyle W_{opt}})라 한다. 최적 함수비보다 작은 쪽(함수비가 감소되는 방향)을 건조측, 큰 쪽(함수비가 증가하는 방향)을 습윤측이라 한다. 다짐 곡선의 몇 가지 특징을 나열하면 다음과 같다.
- 조립토(모래질)일수록 다짐 곡선은 급하고, 세립토(점토질)일수록 다짐 곡선은 완만하다.
- 사질토에서는 최대 건조 밀도({\displaystyle \gamma _{dmax}})가 증가하고, 최적 함수비(OMC, {\displaystyle W_{opt}})는 감소한다. 즉 곡선이 직교 좌표의 왼쪽 상방향에 그려지게 된다.

점토분이 많은 흙은 최대 건조 밀도({\displaystyle \gamma _{dmax}})가 감소하고, 최적 함수비(OMC, {\displaystyle W_{opt}})는 증가한다. 즉 곡선이 직교 좌표의 오른쪽 하방향에 그려지게 된다.
- 양입도의 흙에서는 건조밀도({\displaystyle \gamma _{dmax}})가 높고 최적 함수비(OMC, {\displaystyle W_{opt}})는 낮다. 즉 곡선이 직교 좌표의 왼쪽 상방향에 그려지게 된다.
- 사질토의 다짐일량이 점질토의 다짐일량보다 크다.
- 최적 함수비(OMC, {\displaystyle W_{opt}})보다 약간 건조측에서 전단 강도가 최대가 된다.

최적 함수비(OMC, {\displaystyle W_{opt}})보다 약간 습윤측에서 투수 계수가 최소가 된다.
- 건조측에서 다지면 팽창성이 크고, 최적 함수비(OMC, {\displaystyle W_{opt}})에서 다지면 팽창성이 최소이다.
- 건조측에서 다지면 면모 구조가 되고, 습윤측에서 다지면 이산 구조가 된다.

## 다짐 에너지
다짐 에너지가 증가하면 최대 건조 밀도({\displaystyle \gamma _{dmax}})가 증가하고, 최적 함수비(OMC, {\displaystyle W_{opt}})는 감소한다. 다짐 에너지가 감소하면 최대 건조 밀도({\displaystyle \gamma _{dmax}})가 감소하고, 최적 함수비(OMC, {\displaystyle W_{opt}})는 증가한다.

## 다짐도
다짐도 {\displaystyle R_{c}}는 현장 건조 밀도를 시험실의 최대 건조 밀도로 나눈 백분율값이다.
{\displaystyle R_{c}={\frac {\gamma _{d(field)}}{\gamma _{dmax(lab)}}}\times 100(\%)}

## 같이 보기
- 토양구조
- 폭기

## 참고 문헌
- <<토목기사 과년도 - 토질 및 기초>>, 성안당, 2015
- 이인모. 《토질역학의 원리》 2판. 씨아이알.
- 장병욱 외 (2010). 《토질역학》. 구미서관.